# قائمة قصور إسبانيا

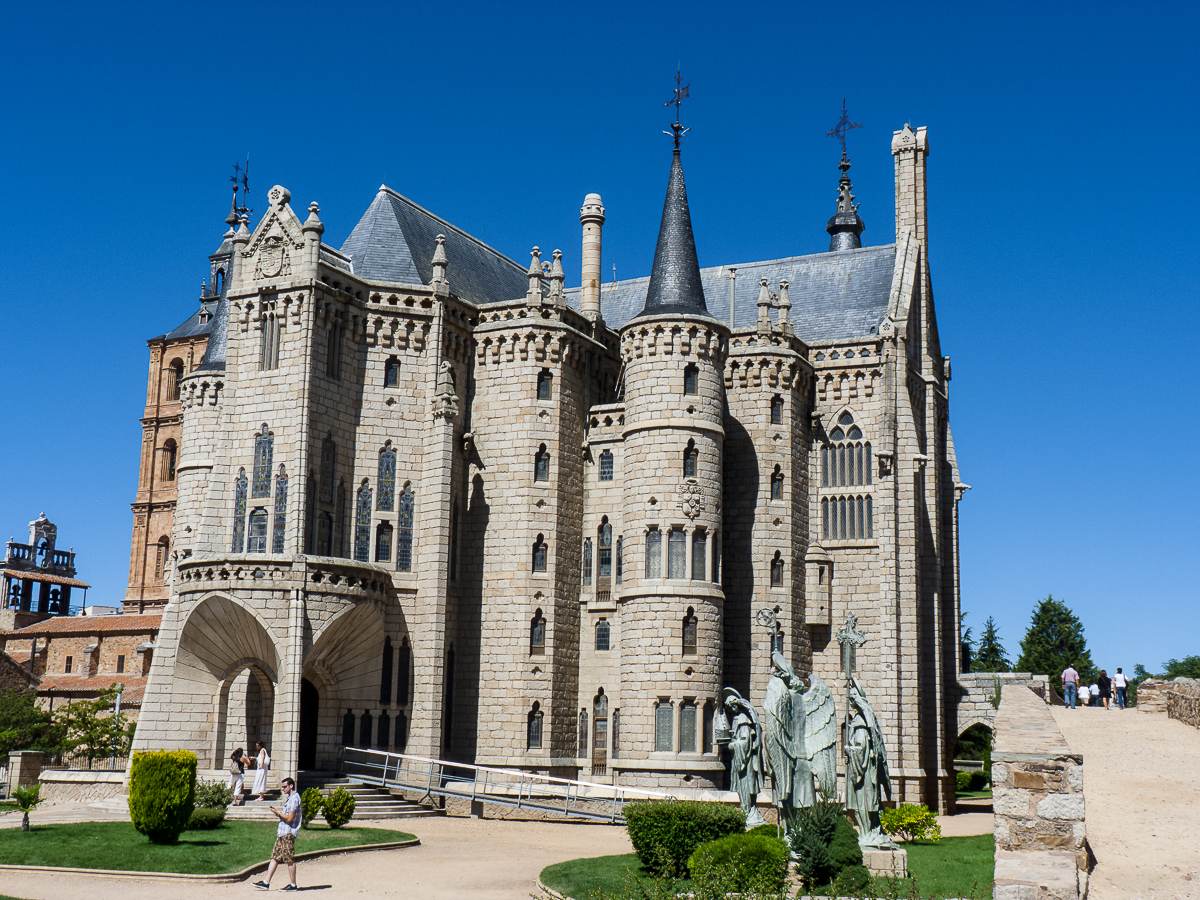
قصر الأسقف (أسترقة)

قصر هو مقر إقامة كبير، وخاصة ما يتعلق بالمقرات الملكية والرئاسية، أو الأعيان رفيعي المستوى، كالأساقفة، كما يطلق قصر على المباني الفخمة والمزخرفة.

## قائمة قصور إسبانيا
تحتوي هذه القائمة على أسماء قصور في إسبانيا.
- جنة العريف
- دير سانتا كلارا
- قصر الأسقف (أسترقة)
- قصر الأسقف (قرطبة)
- قصر الجعفرية
- قصر دار الحرة
- قصر شنيل
- قصر فالسين
- قصر لازارزويلا
- قصر أنايا
- كلية سان بارتولوميه
- قصر الحمراء
- قصر المورق
- قصر رئيس الأساقفة (إشبيلية)
- البيازين
- بنو نصر
- بهو السباع
- قصر فالسين
- قصر الجعفرية
- الإسكوريال
- قصر آرانخويث الملكي
- قصر مدريد الملكي
- قصر لازارزويلا
- قصر مدريد الملكي